# クラパ

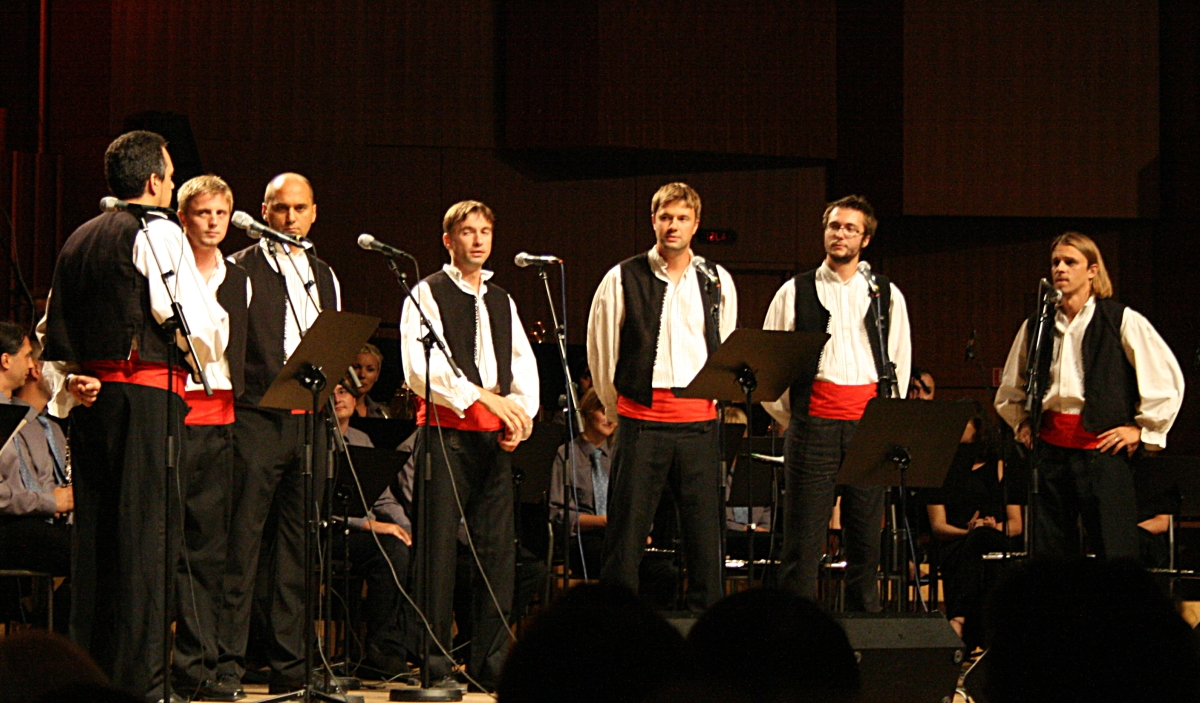
クラパの合唱団（2008年）

クラパ（クロアチア語: Klapa）は、クロアチアのダルマチア地方で行われているア・カペラ（無伴奏）の男声合唱である。

## 概要
クラパはクロアチアのダルマチア地方で伝統的に行われているア・カペラ（無伴奏）の男声合唱である。第1テナー、第2テナー、ベースで構成される。2012年にユネスコ無形文化財（UNESCO Intangible Cultural Heritage of Humanity）にも登録されている。 
クラパは現在でも盛んに歌われていて、ユーロビジョン・ソング・コンテスト2013ではクロアチアは「クラパ・ス・モーラ」を代表に送っている。旅行者もダルマチア地方の街角で、クラパを歌うアマチュア合唱団をしばしば目にする。  伝統的には男性合唱団で歌われるが、最近は女声合唱団もできている。